# Liste der Könige von Tonga
Dies ist eine Liste der Könige von Tonga und umfasst alle Könige des pazifischen Königreichs Tonga.

## Monarchen
| Foto | Regentenname | Weitere Namen                                                                              | Lebensdaten                           | Amtszeit                                 |
| ---- | ------------ | ------------------------------------------------------------------------------------------ | ------------------------------------- | ---------------------------------------- |
|      | Tupou I.     | Tubou Maeakafa Giniginiofolaga (Geburtsname) Tāufaʻāhau I. Siaosi Tupou I. George Tupou I. | * 4. Dezember 1797 † 18. Februar 1893 | 4. November 1845 bis 18. Februar 1893    |
|      | Tupou II.    | Siaosi Tupou II. George Tupou II.                                                          | * 18. Juni 1874 † 5. April 1918       | 18. Februar 1893 bis 5. April 1918       |
|      | Tupou III. * | Sālote Tupou III. Sālote Mafileʻo Pilolevu (Geburtsname)                                   | * 13. März 1900 † 16. Dezember 1965   | 5. April 1918 bis 16. Dezember 1965      |
|      | Tupou IV.    | Tāufaʻāhau Tupou IV.                                                                       | * 4. Juli 1918 † 10. September 2006   | 16. Dezember 1965 bis 10. September 2006 |
|      | Tupou V.     | George Tupou V. Siaosi Tāufaʻāhau Manumataongo Tukuʻaho Tupou (Geburtsname)                | * 4. Mai 1948 † 18. März 2012         | 10. September 2006 bis 18. März 2012     |
|      | Tupou VI.    | ʻAhoʻeitu ʻUnuakiʻotonga Tukuʻaho (Geburtsname)                                            | * 12. Juli 1959                       | seit 18. März 2012                       |

* Einzige regierende Königin Tongas.